# Rendez-vous '98
Rendez-Vouz '98 es un miniálbum de remixes creado en conjunto por el músico y compositor francés Jean-Michel Jarre y el grupo electrónico inglés Apollo 440, a menester de la Copa Mundial de fútbol de Francia '98. Fue lanzando el 11 de mayo de 1998. Incluye el tema homónimo al álbum —reversión del tema «Fourth Rendez-Vous», del álbum de 1986 Rendez-Vous—, más dos remixes.
El 14 de julio de 1998, en el Día de la Bastilla, y dos días después de que Francia ganara la Copa Mundial de Fútbol en su país ante Brasil, bajo la Torre Eiffel se realizó el concierto "Rendez-Vous 98 Electronic Night", donde Jean-Michel Jarre se presentó junto con Apollo 440 y diversos artistas electrónicos invitados.
El tema «Rendez-Vous 98» (@440 Remix) posteriormente fue incorporado como Bonus Track en el álbum de remezclas producido por Jean-Michel Jarre Odyssey Through O2, lanzado días después, el 18 de mayo de 1998.

## Lista de temas
Este miniálbum fue lanzado en diversas ediciones y formatos (predominando el CD)

### Formato CD
| Edición europea / Edición francesa / Edición mexicana |                                        |          |  |
| N.º                                                   | Título                                 | Duración |  |
| 1.                                                    | «Rendez-Vouz 98»                       | 3:45     |  |
| 2.                                                    | «Rendez-Vouz 98» (@440 Bonus Beat Mix) | 3:45     |  |
| 3.                                                    | «Rendez-Vouz 98» (@440 Remix)          | 7:24     |  |

| Edición británica |                               |          |  |
| N.º               | Título                        | Duración |  |
| 1.                | «Rendez-Vouz 98»              | 3:40     |  |
| 2.                | «Rendez-Vouz 98» (@440 Remix) | 7:16     |  |
| 3.                | «Oxygene 10» (@440 Remix Dub) | 6:53     |  |

| Edición austriaca |                                        |          |  |
| N.º               | Título                                 | Duración |  |
| 1.                | «Rendez-Vouz 98»                       | 3:45     |  |
| 2.                | «Rendez-Vouz 98» (@440 Bonus Beat Mix) | 3:45     |  |

### Formato LP
| Edición europea |                                        |        |          |  |
| N.º             | Título                                 | Lado   | Duración |  |
| 1.              | «Rendez-Vouz 98» (@440 Remix)          | Lado A | 7:24     |  |
| 2.              | «Rendez-Vouz 98»                       | Lado B | 3:45     |  |
| 3.              | «Rendez-Vouz 98» (@440 Bonus Beat Mix) | Lado B | 3:45     |  |

### Formato Casete
En este formato, se repiten los dos temas incluidos en ambos lados
| Edición británica |                               |          |  |
| N.º               | Título                        | Duración |  |
| 1.                | «Rendez-Vouz 98»              | 3:40     |  |
| 2.                | «Rendez-Vouz 98» (@440 Remix) | 7:16     |  |

### Promocionales (Formatos CD y LP)
| Promocional 1 para Reino Unido - Formato LP |                                        |        |          |  |
| N.º                                         | Título                                 | Lado   | Duración |  |
| 1.                                          | «Rendez-Vouz 98» (Remix)               | Lado A | 7:24     |  |
| 2.                                          | «Rendez-Vouz 98» (@440 Remix)          | Lado B | 3:45     |  |
| 3.                                          | «Rendez-Vouz 98» (@440 Bonus Beat Mix) | Lado B | 3:45     |  |

| Promocional 2 para Reino Unido - Formato LP |                               |          |  |
| N.º                                         | Título                        | Duración |  |
| 1.                                          | «Rendez-Vouz 98» (@440 Remix) | 7:24     |  |

| Promocional para Francia - Formato CD |                  |          |  |
| N.º                                   | Título           | Duración |  |
| 1.                                    | «Rendez-Vouz 98» | 3:45     |  |